# Немања Бајић
Немања Бајић (Београд, 1995) српски је глумац.

## Биографија
Након завршетка средње школе у Београду, уписује и завршава Академију уметности универзитета у Бањалуци у класи професора Жељка Митровића. Годину дана након завршетка студија, запошљава се у школи глуме "Студио БИС" где и данас ради као предавач-ментор на предмету глума.
Освојио је награду за најбољу мушку улогу на фестивалу ИНТЕФ у Шапцу 2020. године.
Хонорарни је сарадник позоришта Мадленијанум, Народног позоришта у Београду, Позоришта Славија и Народног позоришта Републике Српске.
2019. године играо носећу улогу у мјузиклу "25.такмичење у спеловању у округу Путнам" који је премијерно изведен у Народном позоришту Сарајево а у режији Рајана Нелсона са Бродвеја.
Једну од главних улога играо је у серији "Љубав испод златног бора" као и у серији "Неки бољи људи" креатора Слободана Шуљагића. Запажене улоге остварио је и у серијама "Клан", "Нек иде живот", "Ургентни центар 4", "Добро јутро комшија"... Дебитовао улогом Зорана у играном филму "Вампир".
Члан је и мушки вокал бенда "Baltic acoustic" са којим је имао преко 100 наступа широм Србије.
Од 2021. године професионално се бави јахањем.

## Улоге

### Позоришне представе
| Представа                                 | Улога | Позориште                                                     |
| ----------------------------------------- | ----- | ------------------------------------------------------------- |
| 25th Annual Putnam County Spelling Bee    |       | BiH Brodway пројекат                                          |
| Породичне приче                           |       | Независна продукција, гостовање у неколико позоришта Београда |
| Онај који говори да и онај који говори не |       | Народно позориште у Београду                                  |
| Опера за три гроша                        |       | Театар 5                                                      |

### Филмографија
| Год.  | Назив                    | Улога            |  |
| ----- | ------------------------ | ---------------- |  |
|       |                          |                  |  |
| 2016. | Ургентни центар          | Тома             |  |
| 2021. | Неки бољи људи           | Стефан           |  |
| 2021. | Љубав испод златног бора | Раде Рецепционер |  |
| 2021. | Вампир                   | Зоран            |  |
| 2022. | Клан                     | Полицајац        |  |